# Hyalopecten arntzi
Hyalopecten arntzi is een tweekleppigensoort uit de familie van de Pectinidae. De wetenschappelijke naam van de soort is voor het eerst geldig gepubliceerd in 1999 door Egorova.